# Miller 200 1998
Miller Lite 200 1998 var ett race som var den sjunde omgången i CART World Series 1998. Tävlingen kördes den 31 maj på Milwaukee Mile i Milwaukee, Wisconsin. Jimmy Vasser tog sin andra seger för säsongen, men Alex Zanardi behöll mästerskapsledningen med en åttondeplats, eftersom Greg Moore precis missade att ta poäng. Hélio Castroneves var racets största överraskning, genom att ta en sensationell andraplats för Bettenhausen Motorsports.

## Slutresultat
| Plats | Förare              | Team                     | Grid | Kvaltid |
| ----- | ------------------- | ------------------------ | ---- | ------- |
| 1     | Jimmy Vasser        | Chip Ganassi Racing      | 5    | 20,259  |
| 2     | Hélio Castroneves   | Bettenhausen Motorsports | 10   | 20,497  |
| 3     | Al Unser Jr.        | Marlboro Team Penske     | 7    | 20,451  |
| 4     | Dario Franchitti    | Team KOOL Green          | 6    | 20,406  |
| 5     | Bobby Rahal         | Team Rahal               | 12   | 20,649  |
| 6     | Richie Hearn        | Della Penna Motorsports  | 24   | 20,990  |
| 7     | Paul Tracy          | Team KOOL Green          | 14   | 20,685  |
| 8     | Alex Zanardi        | Chip Ganassi Racing      | 9    | 20,474  |
| 9     | Adrián Fernández    | Patrick Racing           | 23   | 20,986  |
| 10    | Scott Pruett        | Patrick Racing           | 13   | 20,663  |
| 11    | Bryan Herta         | Team Rahal               | 21   | 20,932  |
| 12    | Mark Blundell       | PacWest Racing           | 18   | 20,854  |
| 13    | Greg Moore          | Forsythe Racing          | 2    | 20,102  |
| 14    | P.J. Jones          | All American Racing      | 22   | 20,974  |
| 15    | Michel Jourdain Jr. | Payton/Coyne Racing      | 25   | 21,061  |
| 16    | Max Papis           | Arciero-Wells Racing     | 19   | 20,883  |
| 17    | Tony Kanaan         | Tasman Motorsports       | 26   | 21,163  |
| 18    | André Ribeiro       | Marlboro Team Penske     | 3    | 20,138  |
| 19    | JJ Lehto            | Hogan Racing             | 8    | 20,457  |
| 20    | Robby Gordon        | Arciero-Wells Racing     | 16   | 20,725  |
| 21    | Maurício Gugelmin   | PacWest Racing           | 11   | 20,533  |
| 22    | Gil de Ferran       | Walker Racing            | 15   | 20,711  |
| 23    | Arnd Meier          | Davis Racing             | 20   | 20,924  |
| 24    | Roberto Moreno      | Newman/Haas Racing       | 17   | 20,827  |
| 25    | Patrick Carpentier  | Forsythe Racing          | 1    | 20,028  |
| 26    | Michael Andretti    | Newman/Haas Racing       | 4    | 20,185  |